# HMS Dreadnought (S101)
HMS Dreadnought (S101) byla první ponorka s jaderným pohonem postavená pro Britské královské námořnictvo. Jednalo se o sedmou loď tohoto jména, jejímž jmenovcem byla neméně průkopnická bitevní loď HMS Dreadnought. Stavbu ponorky umožnila americko-britská dohoda z roku 1958, umožňující dodání ponorkového jaderného reaktoru. Následující třída Valiant už byla kompletně domácí konstrukcí. Dreadnought byl v operační službě v letech 1963–1980. Po odstranění výzbroje byla ponorka ukotvena na základně v Rosythu.

## Pozadí vzniku

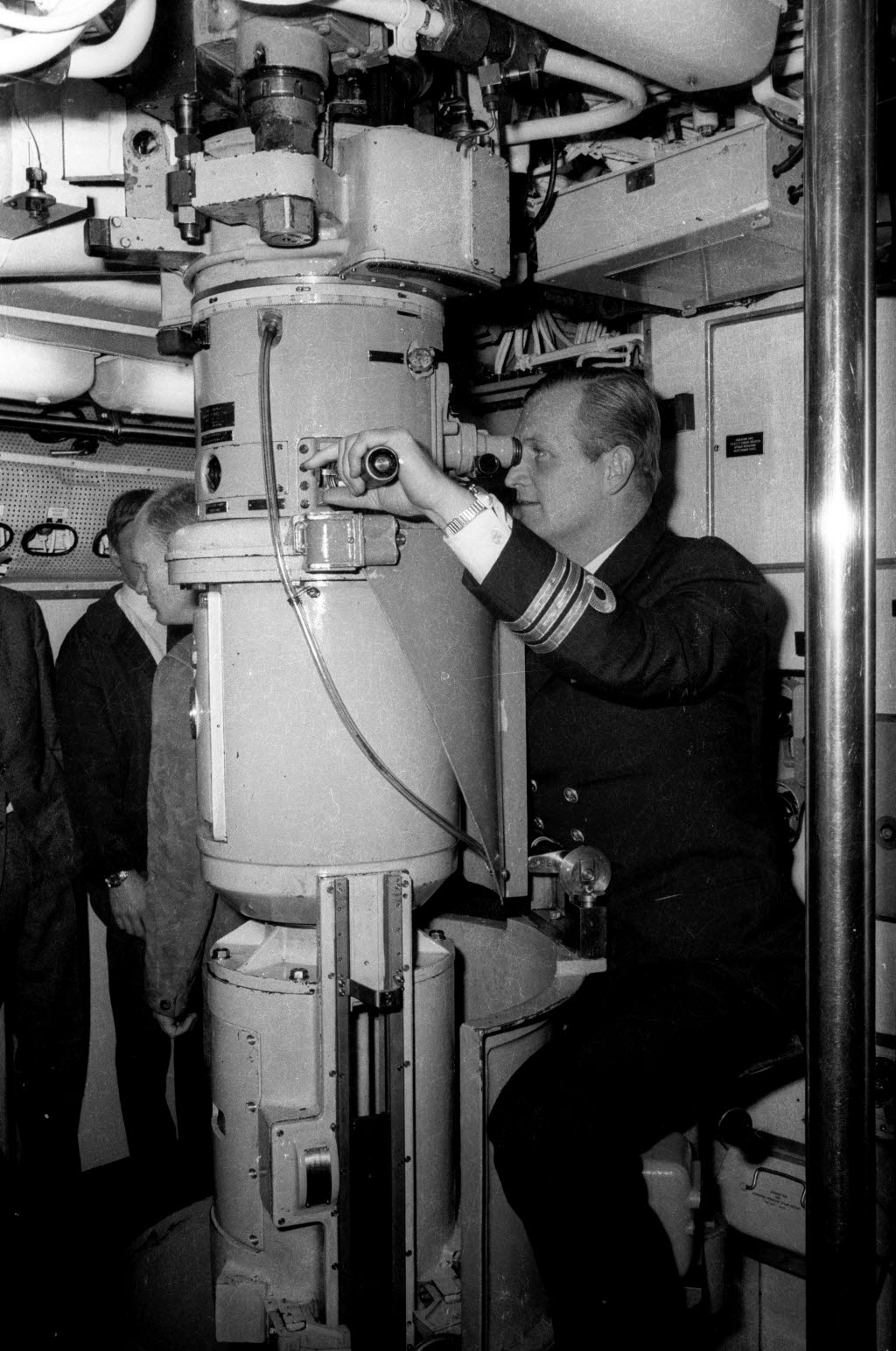
Dreadnought

Koncepci plavidel s jaderným pohonem britské námořnictvo zvažovalo už za druhé světové války, přičemž užitečnost takových plavidel potvrdil úspěch americké ponorky USS Nautilus, uvedené do služby roku 1954. Britové se pustili do vývoje vlastních jaderných ponorek a pro urychlení stavby prototypu se jim podařilo získat americký reaktor třetí generace typu S3W, použitý u amerických ponorek třídy Skate.
Ponorku Dreadnought postavila loděnice Vickers Armstrong v Barrow-in-Furness. Stavba byla zahájena 12. června 1959, dne 21. října 1960 byl trup spuštěn na vodu a konečně 17. dubna 1963 byl Dreadnought zařazen do služby.

## Konstrukce
Výzbroj tvořilo šest 533mm torpédometů. Na palubě bylo neseno celkem 24 dlouhých zbraní. Pohonný systém tvořil jeden tlakovodní jaderný reaktor Westinghouse S3W a jedna parní turbína. Záložní pohon pro případy nouze představoval dieselový agregát, pohánějící elektromotor. Pohonný systém přitom téměř nebyl odhlučněn, což bylo napraveno až u následující třídy. Nejvyšší rychlost dosahovala 28 uzlů pod hladinou a 15 uzlů na hladině.